# Colangma
Der Colangma ist ein vergletscherter Berg im Himalaya im Autonomen Gebiet Tibet.
Der Berg besitzt eine Höhe von 6952 m. Er befindet sich im Lapche Himal an der Grenze der beiden Kreise Nyalam und Tingri. Der Lapche Kang II (7072 m) erhebt sich 3,75 km weiter östlich. Der Colangma liegt an der Wasserscheide zwischen Sunkoshi im Westen, Tamakoshi im Süden sowie Bum Chu (Oberlauf des Arun) im Nordosten. An der Ostflanke strömt ein Gletscher in nördlicher Richtung zum 6 km entfernten gleichnamigen Hochgebirgssee Colangma.